# Anna Miró Bardisa
Anna Miró Bardisa (Alcoi 17 juliol de 1965) és llicenciada en psicologia per la Universitat de València. Ha escrit narrativa infantil, publicant diversos contes. Amb Max i el Geni que feia dormir els nens va guanyar el Premi Samaruc al millor llibre infantil atorgat per l'Associació de Bibliotecaris Valencians. També ha col·laborat en el volum Jordi Valor i Serra: de la Muntanya al mar amb el conte La llegenda de Mariola, i en el volum Tirant l'Infant amb el conte Tirant lo Blanc. Versió lliure de la història contada per als infants.

## Premis
- 1993 Premi Samaruc al millor llibre infantil, per Max i el Geni que feia dormir els nens[4]